# Michał Radwański
Michał Czesław Radwański (ur. 20 lipca 1980 w Sanoku) – polski hokeista, reprezentant Polski, wychowanek i wieloletni zawodnik sanockiego klubu hokejowego, działacz hokejowy. Syn Czesława i brat Macieja, także hokeistów.

## Kariera klubowa

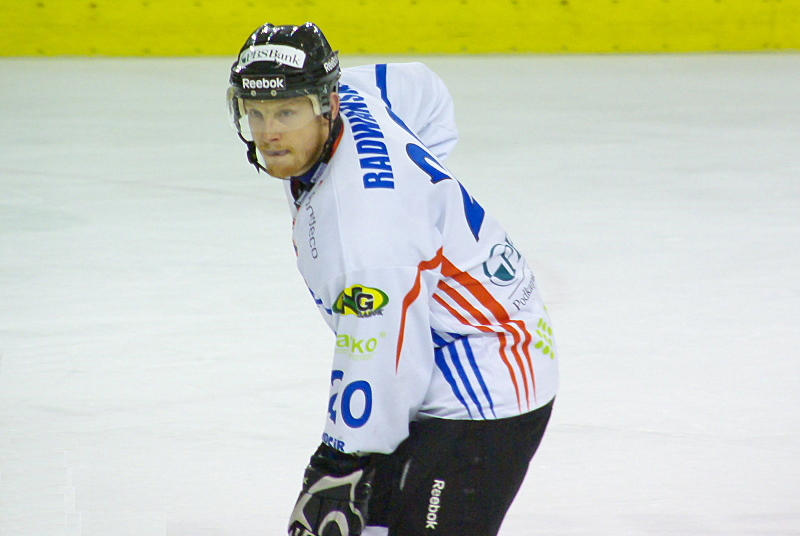
Michał Radwański podczas meczu Ciarko PBS Bank KH Sanok - ComArch Cracovia (Arena Sanok, 13 marca 2012)

- SMS I Sosnowiec (1997-1998)
- Lumber Kings Junior A Hockey Club (1998-2001)
- SKH Sanok (2001/2002)
- KTH Krynica (2001-2002)
- KTH Krynica (2002-2003)
- Podhale Nowy Targ (2003-2007)
- KH Sanok (2007-2008)
- Cracovia (2008-2010)
- Ciarko PBS Bank KH Sanok (2010-2013, 2014)

Hokej na lodzie trenował od szóstej klasy szkolnej w klubie STS Sanok. W 1995 ukończył Szkołę Podstawową nr 4 w Sanoku. Absolwent NLO SMS PZHL Sosnowiec z 1998. Od 1998 do 2001 przebywał w Kanadzie, gdzie przez trzy sezony występował w drużynie Lumber Kings Junior A Hockey Club z miasta Pembroke (Ontario). Był tam jednym z najlepszych zawodników rozgrywek Capital Junior Hockey League (CJHL). W ciągu trzech sezonów zdobył 89 bramek oraz zaliczył 84 asysty.
Przed sezonem 2001/2002 powrócił do sanockiej drużyny, działającej pod nazwą SKH. W sezonie 2002/2003 był zawodnikiem KTH Krynica. W sezonie 2003/2004 Radwański zdobył mistrzostwo Interligi w barwach Podhala Nowy Targ. W rozgrywkach tych został wybrany najlepszym zawodnikiem rozgrywek, zdobywając 14 bramek. W 2005 zdiagnozowano u niego raka jądra. Wygrał walkę z chorobą i powrócił do uprawiania sportu w trakcie sezonu 2006/07, zdobywając na jego koniec Mistrzostwo Polski z Podhalem. Od kwietnia 2008 zawodnik Cracovii. W sezonie 2009/2010 PLH był najlepszym zawodnikiem w punktacji przebywania na lodzie w czasie zdobywania i utraty bramek „+/-” (uzyskał wynik +30). W sezonie ligowym 2010/2011 ponownie związał się z KH Sanok i był kapitanem tej drużyny (do 28 grudnia 2010).
19 października 2011 Wydział Gier i Dyscypliny PZHL zdyskwalifikował go na miesiąc za stosowanie niedozwolonego środka dopingującego (metyloheksanamina). W kwietniu 2012 przedłużył o rok kontrakt z sanockim klubem. Następnie rozegrał część sezonu 2012/2013 do 15 lutego 2014. W związku z poprzednim zawieszeniem, po monitach ze strony IIHF, w lutym 2013 Światowa Agencja Antydopingowa (WADA) ukarała go dyskwalifikacją na okres dwóch lat oraz jednocześnie orzekając anulowanie osiągnięć sportowych zawodnika w czasie od 25 września 2011 oraz obarczając go kosztami administracyjnymi przeprowadzonej procedury organizacji w jego sprawie. Wydana decyzja uniemożliwiła Michałowi Radwańskiemu dalsze występy w edycji 2012/2013 oraz w całym kolejnym sezonie 2013/2014. W 2014 reszta orzeczonej kary została darowana. W połowie 2014 powrócił do treningów po 1,5-rocznej przerwie. W sezonie Polska Hokej Liga (2014/2015) rozegrał osiem meczów, po czym zakończył karierę zawodniczą.
W trakcie kariery zyskał pseudonim Rudy.

## Kariera reprezentacyjna
Został reprezentantem Polski kadr: do lat 18 (wystąpił na turniejach mistrzostw Europy juniorów Grupy B w 1997, 1998), do lat 20 (wystąpił na turniejach mistrzostw świata juniorów Grupy B w 1998, 1999, 2000). Został także kadrowiczem reprezentacji Polski seniorów. Uczestniczył w turnieju mistrzostw świata w 2004 Dywizji I Grupy B, podczas którego zdobył jednego gola (18 kwietnia 2004 w meczu przeciw Korei Południowej, zakończonym wynikiem 9:0).

## Kariera działacza

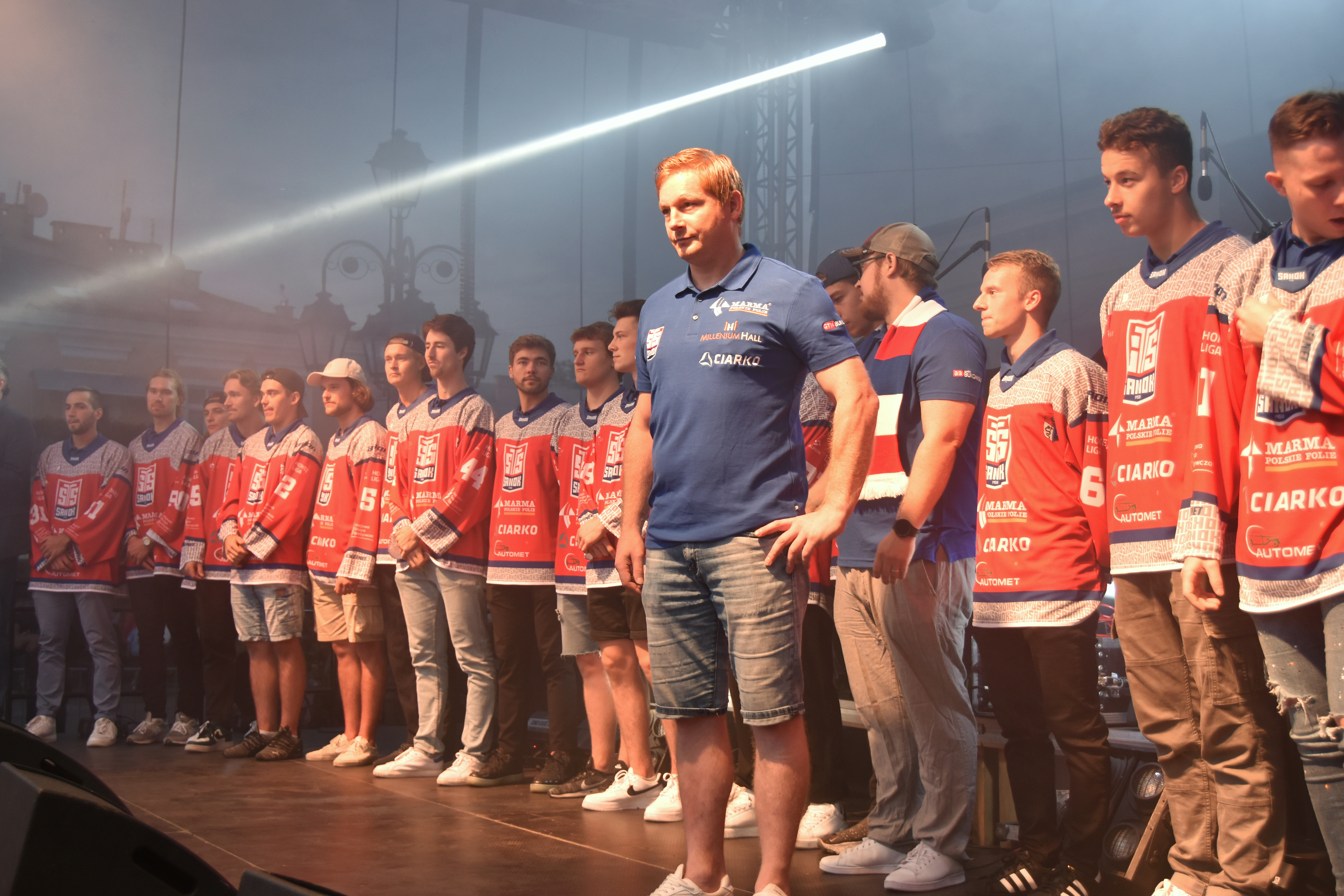
Michał Radwański w roli prezesa STS Sanok wraz z drużyną przed sezonem 2023/24

4 czerwca 2019 został wybrany prezesem klubu UKS Niedźwiadki MOSiR Sanok, którego drużyna pod szyldem UKS MOSiR Sanok występowała w 2. ligi słowackiej edycji 2019/2020. W połowie 2020 został prezesem reaktywowanego klubu STS Sanok, powracającego po czterech latach przerwy do występów w PLH edycji 2020/2021.

## Sukcesy
Klubowe
- Mistrzostwo Interligi: 2004 z Podhalem Nowy Targ
- Złoty medal mistrzostw Polski: 2007 z Podhalem Nowy Targ, 2009 z ComArch Cracovią; tytuł mistrzowski zdobyty w 2012 z Ciarko PBS Bank KH Sanok został anulowany przez WADA
- Srebrny medal mistrzostw Polski: 2010 z ComArch Cracovią
- Puchar Polski: 2003, 2004 z Wojas Podhalem Nowy Targ, 2010, 2011 z Ciarko PBS Bank KH Sanok

Indywidualne
- Mistrzostwa Świata Juniorów w Hokeju na Lodzie 1998/Grupa B:
  - Skład gwiazd turnieju[28][29]
- Turniej finałowy mistrzostw Polski juniorów 1997/1998:
  - Drugie miejsce w klasyfikacji kanadyjskiej[30]
- Mistrzostwa Świata Juniorów w Hokeju na Lodzie 2000/Grupa B:
  - Czwarte miejsce w klasyfikacji asystentów turnieju: 4 asysty[31]
  - Trzecie miejsce w klasyfikacji +/- turnieju: +5[32]

## Inna działalność
W wyborach samorządowych 2010 bez powodzenia startował do Rady Powiatu Sanockiego z listy Polskiego Stronnictwa Ludowego, uzyskując 59 głosów.
Epizodycznie został współkomentatorem meczów hokejowych, transmitowanych przez TVP Sport z lodowiska Arena Sanok. Został również trenerem pomocniczym w Hokejowej szkole Ziętary. Został trenerem grup dziecięcych w klubie KH Sanok. Podjął także szkolenie grup młodzieżowych w UKS Niedźwiadki MOSiR Sanok, którego 4 czerwca 2019 został prezesem.